# David Regehr

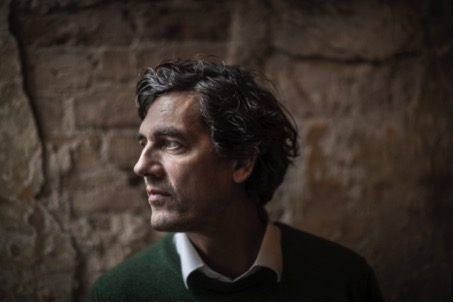
David Regehr – Foto: Bernd Schönberger

David Regehr (* 6. April 1967 in München) ist ein deutscher Bühnenbildner, Künstler und Gastronom.

## Leben
David Regehr wurde als jüngstes von vier Kindern in München geboren.
Von 1987 bis 1992 studierte er an der Kunstakademie Düsseldorf und war Meisterschüler bei Gerhard Merz. In den folgenden zehn Jahren war er auf langen Reisen als Landschaftsmaler von Ort zu Ort unterwegs. Es entstanden Mappen mit großen Zeichnungen, später Landschaftsbilder, insbesondere auf den Vulkanen (Stromboli, Ätna, Kap Verde, Lanzarote), im Hochgebirge (Dolomiten, Himalaya, Kaschmirgebirge) sowie in der Wüste Algeriens. Alle Werke entstanden vor dem Motiv; es gab kein Atelier.
Er ist verheiratet und hat vier Kinder.

## Werke

### Monbijou Theater

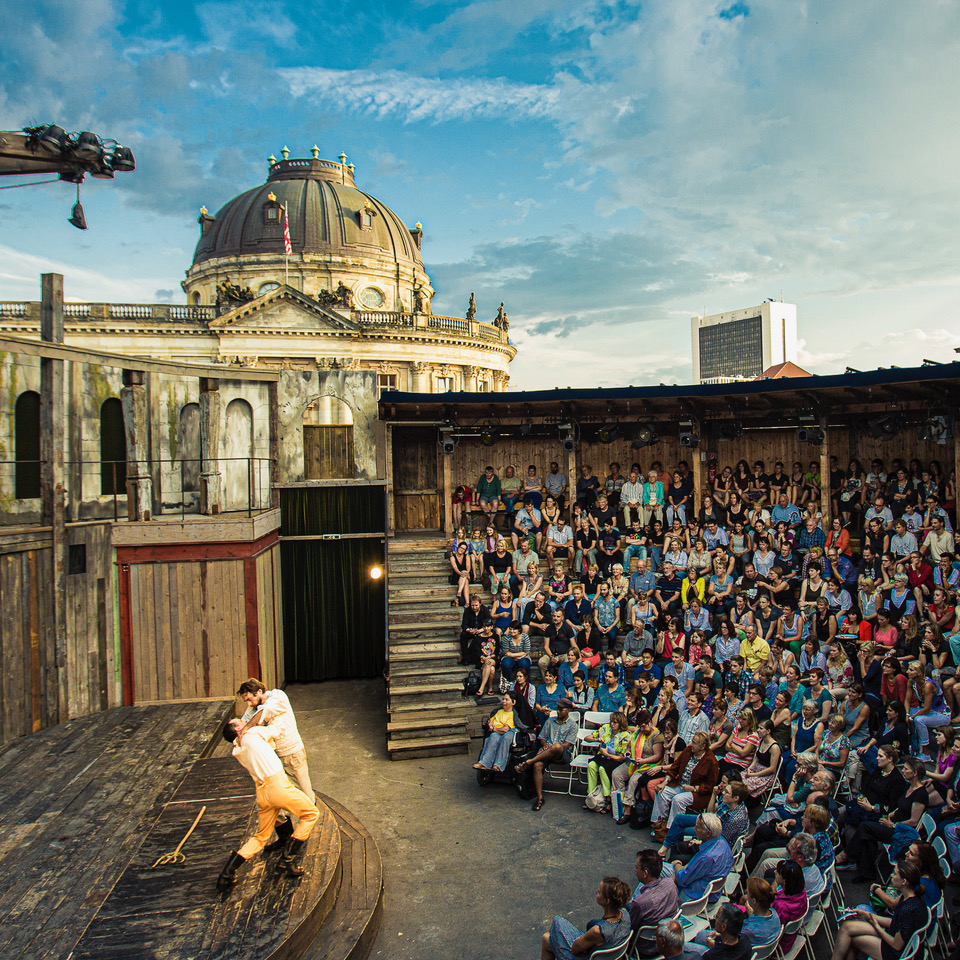
Amphitheater im Monbijoupark – Foto: Bernd Schönberger

Das Monbijou Theater, ehemals Hexenkessel Hoftheater, war ein freies Theater in Berlin-Mitte mit jährlich mehr als 100.000 Zuschauern. Es befand sich von 2000 bis 2019 im Monbijoupark gegenüber dem Bode-Museum. Im Sommer spielte das Ensemble in einem Amphitheater unter freiem Himmel, im Winter in den sogenannten Märchenhütten. Außerdem wurden zeitweilig andere Spielstätten wie beispielsweise ein Theaterkarren oder ein Theaterschiff genutzt. David Regehr leitete das Theater von 2000 bis 2019 zusammen mit Christian Schulz. Er war in der künstlerischen Leitung des Theaters tätig und für die Bühnenbilder und -bauten sowie das Branding verantwortlich.

#### Amphitheater
2008–2019 diente das hölzerne Amphitheater, entworfen von David Regehr, als Sommerspielstätte mit Platz für etwa 450 Zuschauer. Das halbrunde Theater war ein sogenannter „fliegender Bau“ und musste daher jedes Jahr im Herbst abgebaut und im folgenden Frühjahr wieder aufgestellt werden. Hier wurden vor allem Stücke von Shakespeare, Molière und Goldoni, 2017 aber auch Goethes Faust gezeigt.

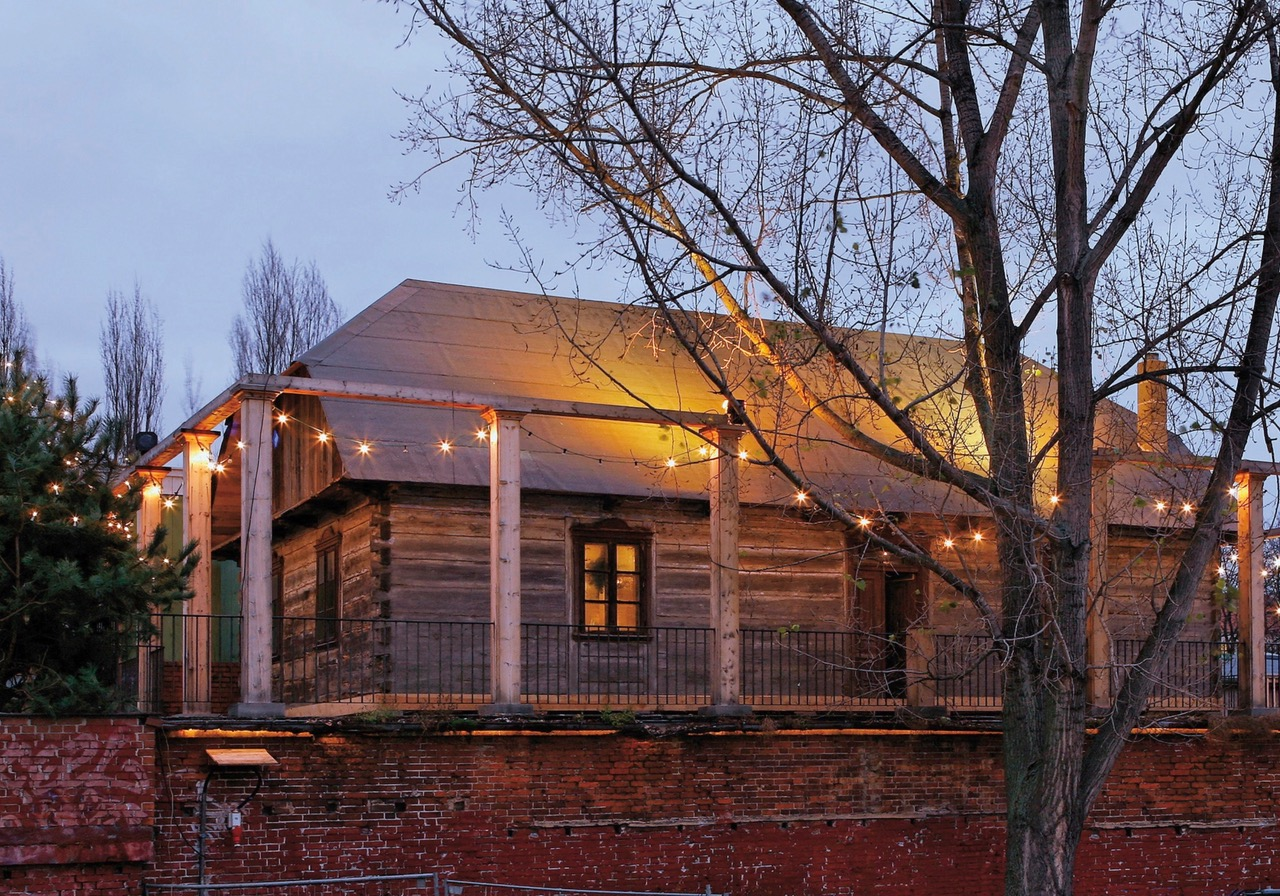
Märchenhütte im Monbijoupark – Foto: Bernd Schönberger

#### Märchenhütte
Ab 2007 wurden die beiden sogenannten Märchenhütten auf dem Bunkerdach im Monbijoupark errichtet, in denen das Ensemble in den Wintermonaten Märchen der Brüder Grimm zeigte, gespielt von jeweils zwei Schauspielern vor etwa 100 Zuschauern. Beide Märchenhütten stammen ursprünglich aus Polen und wurden in Einzelteilen nach Berlin transportiert. David Regehr bearbeitete die Textvorlagen einzelner Inszenierungen und entwarf alle Bühnenbilder für die verschiedenen Märchen.

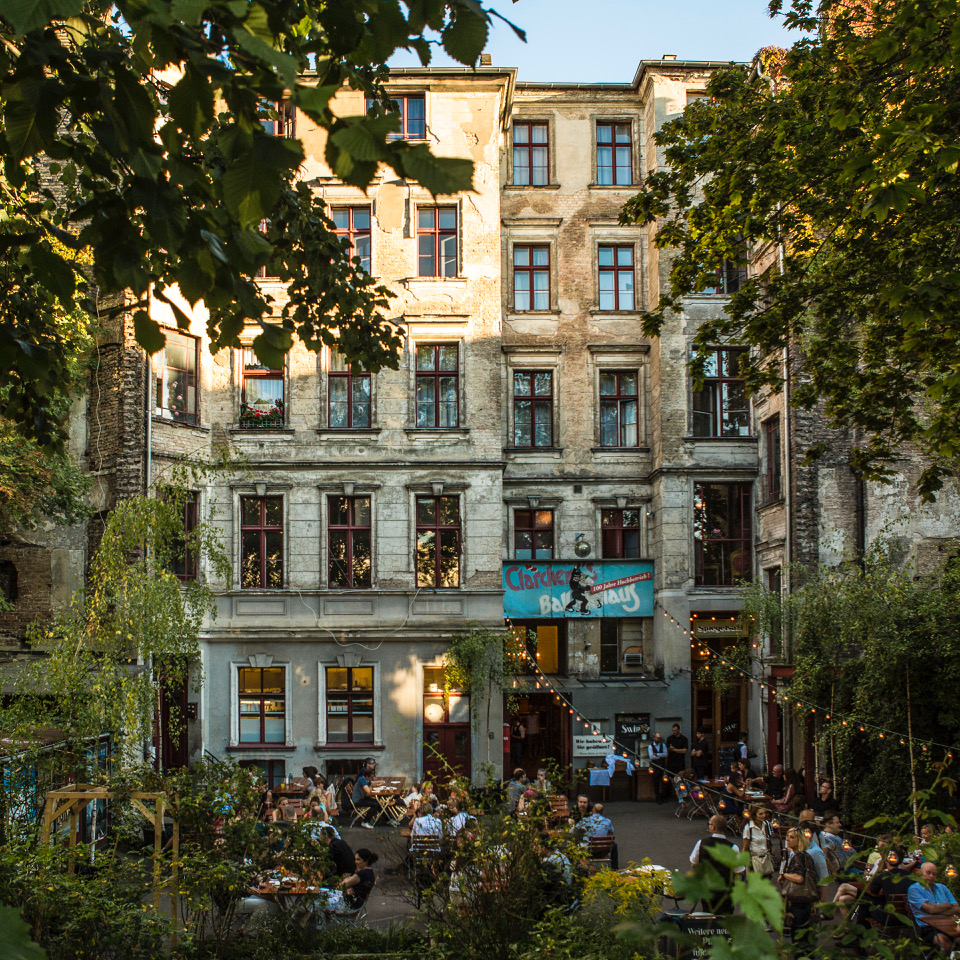
Clärchens Ballhaus – Foto: Bernd Schönberger

### Clärchens Ballhaus
Clärchens Ballhaus ist eines der letzten Ballhäuser aus der Zeit um 1900 in Berlin. 1913 von Clara Bühler und ihrem Ehemann eröffnet überdauerte es beide Weltkriege und die DDR-Zeit. 2005 übernahm David Regehr zusammen mit seinem Geschäftspartner Christian Schulz die Leitung des Tanzlokals und Restaurants. 2020 wurde der Betrieb vorerst eingestellt.

### Die Perlenfischer
2017 entwarf David Regehr das Bühnenbild zu Wim Wenders’ Inszenierung von Georges Bizets Oper Die Perlenfischer an der Staatsoper Unter den Linden in Berlin. Im Mai 2019 gastierte die Produktion am National Centre for the Performing Arts in Peking.